# Vincenzo Righini
Vincenzo Righini, né le 22 janvier 1756 à Bologne où il est mort le 19 août 1812, est un professeur de chant et compositeur italien d'opéras napolitains.

## Biographie
Righini fait ses études musicales dans la maîtrise du chœur de Saint-Pétrone, puis reçoit du Padre Martini des leçons de contrepoint, et apprend l'art du chant dans l'école de Bernacchi. À l'âge de dix-neuf ans (1775), il débute sur le théâtre de Parme, et se fait applaudir par sa bonne méthode plutôt que par la beauté de sa voix. L'année suivante (1776), il est engagé au théâtre de Prague, et commence à s'y faire connaitre comme compositeur par des morceaux qu'on intercalait dans les opéras bouffes de cette époque, puis par ses premiers opéras. Après un séjour de trois années à Prague, il se rend à Vienne et est choisi par l'empereur Joseph II pour enseigner le chant à l'archiduchesse Élisabeth, qui plus tard devient duchesse de Wurtemberg. L'empereur le charge également de la direction de l'Opéra Bouffe italien de sa cour. Le séjour de Righini à Vienne est de huit années. Il part pour Mayence le 1er juillet 1787, où il est nommé Maître de chapelle de l’archevêque Frédéric-Charles Joseph d'Erthal et après Charles-Théodore de Dalberg. C’est le premier Italien à être nommé à ce poste. En 1788, il accepte la place de maître de chapelle de l'électeur de Mayence, et cette nouvelle position lui fournit l'occasion d'écrire quelques-uns de ses meilleurs ouvrages, particulièrement une messe solennelle composée pour l'élection de l'empereur, et exécutée à Francfort en 1790. Deux ans après, le roi de Prusse, Frédéric-Guillaume II, l'appelle à Berlin pour écrire l'opéra sérieux Enea nel Lazio. Le succès de cet ouvrage fait choisir le compositeur pour directeur de la musique du théâtre royal, au mois d'avril 1793, en remplacement d'Alessandrini, avec des appointements de quatre mille écus de Prusse. Cette position détermine Righini à se marier avec Henriette Kneisel (1767-1801), cantatrice distinguée, qu'il a connu aux théâtres de Mayence et de Francfort. Depuis lors il conserve sa place à Berlin jusqu'à sa mort, et ne s'éloigne de cette ville que pour faire un voyage à Hambourg avec sa femme. Vers la fin de sa vie, il est attaqué d'une "maladie calculaire" : on lui conseille d'essayer de l'air natal pour rétablir sa santé. Arrivé à Bologne, il y subit deux fois l'opération ; à la suite de la seconde, il meurt le 19 août 1812, à l'âge de cinquante-six ans.

## Œuvres
Righini a écrit pour la scène :
- La Vedova scaltra (Goldoni), opera buffa, son premier ouvrage dramatique, représenté à Prague en 1778.
- La Bottega del cafè, opera buffa
- Don Giovanni ossia il Convitato di Pietra. C'est le même sujet que Mozart remit en musique quelques années après, dans la même ville de Prague sur le nouveau livret écrit par Lorenzo da Ponte.
- La sorpresa amorosa, cantate avec orchestre, écrite à Vienne en 1780.
- Il Natale d'Apollo, cantate
- Grande Sérénade, cantate
- L'incontro inaspettato, opera buffa, à Vienne, en 1785
- Il Demogorgone, ossia il Filosofo confuso
- Plusieurs scènes et morceaux intercalés dans divers opéras
- Antigono, opera seria, à Mayence en 1788. Une belle scène de cet opéra (Bérénice que fai ?) a été gravé avec accompagnement de piano
- Armide, à Aschaffenbourg
- Alcide al Bivio, à Coblence en 1789
- Enea nel Lazio, à Berlin au mois de janvier 1793
- Il Trionfo d'Ariane, à Berlin en 1795
- Atalante e Meleagro, fête théâtrale, Berlin, 1797
- Armida, presque entièrement refaite, Berlin, 1799, gravée en partition pour le piano, à Leipzig chez Breitkopf
- Tigrane, opera seria, Berlin, 1799
- Gerusalemme liberata Berlin, 1802
- La selva incantata, opera buffa. Les partitions de ces trois derniers ouvrages ont été publiés pour le piano à Leipzig. La partition de la messe solennelle du couronnement, de Righini, a été gravée à Berlin, chez Schlesinger.

Autres ouvrages :
- Sérénade (2 cl, 2 cors, 2 bassons) ; Augsbourg, Gombart
- Sonates en trio (piano, violon, violoncelle) ; Leipzig, Heinrichs
- Concerto pour flûte et orchestre ; Augsbourg, Gombart
- Plusieurs recueil de duos pour le chant, à Berlin
- Douze Duos avec accompagnement de piano forté, paroles italiennes et allemandes, à Bonn chez N. Simrock (La Felicità, Il Capriccio, Il Ciglio nero, Il Bacio, La Primavera, L'Ambasciata, Il Dolore, l'Eco, La Speranza delusa, il Sogno, l'Amor, Necefsita, La sera estiva)
- Beaucoup d'ariettes italiennes, en recueils et détachées, des romances ; Hambourg, Boehme ; Berlin, Schlesinger ;
- Quelques cantates ; ibid
- Der Tod Jesu, oratorio.

Les Exercices pour se perfectionner dans l'art du chant publiés par Righini, en 1804 sont d'après Fétis un des meilleurs ouvrages de ce genre .